# Otto Passman
Otto Ernest Passman (Franklinton, 27 giugno 1900 – Monroe, 13 agosto 1988) è stato un politico statunitense, membro della Camera dei Rappresentanti per lo stato della Louisiana dal 1947 al 1977.

## Biografia
Nato in una fattoria a Franklinton, dopo il diploma Passman lavorò per un'azienda produttrice di frigoriferi commerciali e successivamente fondò una propria ditta, la Passman Investment Company. Studiò legge per tre anni, ma abbandonò il percorso durante la grande depressione, dedicandosi all'attività di imprenditore. Durante la seconda guerra mondiale, prestò servizio come tenente comandante della Marina degli Stati Uniti.
All'inizio degli anni venti sposò Willie Lenora Bateman, che morì nel 1984. Nello stesso anno, Passman sposò la sua segretaria, Martha Kathryn Williams in Virginia.
Dopo la fine della guerra, Passman si candidò alla Camera dei Rappresentanti contro il deputato in carica Charles E. McKenzie. Nelle primarie del Partito Democratico, Passman sconfisse McKenzie e successivamente vinse anche le elezioni generali, divenendo così deputato.
Durante il suo servizio al Congresso, Passman fu uno dei soli tre deputati (insieme ad Earl Landgrebe e Sonny Montgomery) che votarono per respingere il rapporto della Commissione Giustizia sullo scandalo Watergate dopo le dimissioni di Richard Nixon. Membro della sottocommissione sulla spesa estera, si oppose strenuamente all'impiego di fondi sugli aiuti esteri. Fu inoltre un oppositore dei Peace Corps, che definì "un corpo di ragazzini" e un noto segregazionista.
Nei suoi ultimi anni di servizio pubblico, Passman venne citato in giudizio per aver licenziato la sua vice assistente amministrativa, Shirley Davis. Licenziandola, Passman scrisse che "era essenziale che il sostituto del mio assistente amministrativo fosse un uomo". La signora Davis denunciò una violazione del V emendamento e sostenne di aver subito una discriminazione sulla base del sesso. La vicenda si chiuse con un accordo stragiudiziale tra le parti.
Passman prestò un totale di quindici mandati da deputato; nel 1976, candidatosi per la rielezione, venne accusato di aver gonfiato i rimborsi sulle spese di viaggio tramite il chilometraggio della benzina, anche se in realtà viaggiava in aereo e fu sconfitto nelle primarie dall'avversario Jerry Huckaby con un margine di sei punti percentuali.
Dopo aver lasciato il Congresso, Passman fu accusato di aver intascato 273.000 dollari dal lobbista Tongsun Park durante il suo servizio pubblico, ma al termine del processo venne prosciolto.
Otto Passman morì a Monroe nel 1988.